# کاچکی شردنگه
کاچکی شردنگه (به لهستانی:  Kaczki Średnie) یک روستا در لهستان است که در گمینا تورک واقع شده‌است.
 کاچکی شردنگه  ۴۰۰ نفر جمعیت دارد.